# Miłochowice
Miłochowice (deutsch Melochwitz, 1936–1947 Mühlhagen) ist ein Dorf in der Stadt- und Landgemeinde Milicz (Militsch) im Powiat Milicki der Woiwodschaft Niederschlesien in Polen. Das Dorf hat 400 Einwohner (Stand 2011).

## Geographische Lage
Das Dorf liegt in Niederschlesien, etwa vier Kilometer südlich von Milicz und 45 Kilometer nördlich von Breslau.

## Ortsteile

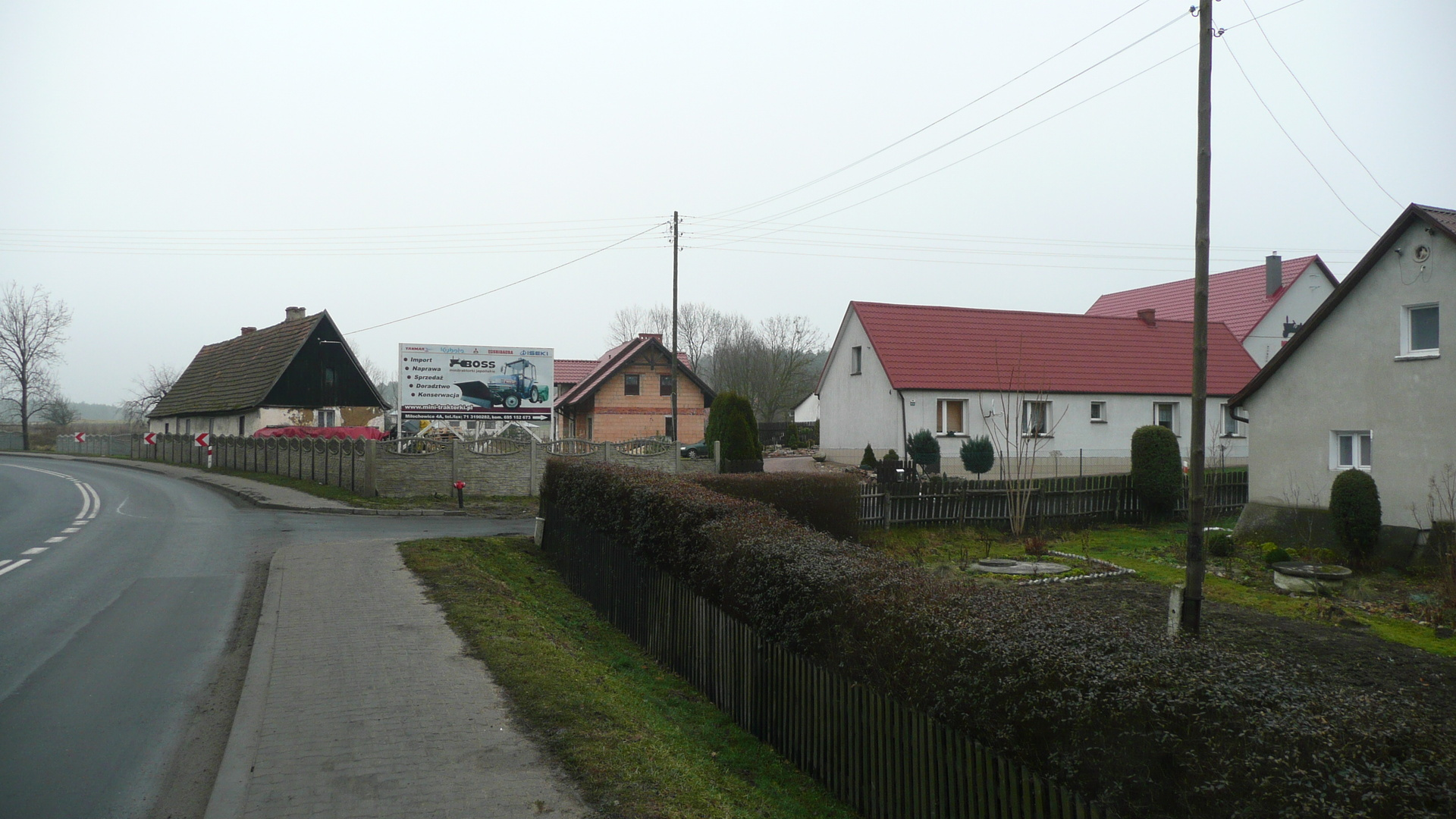
Straßenbild im Ortszentrum

Zu Miłochowice gehören die drei Ortsteile:
| Name      | deutscher Name     | Status   |
| --------- | ------------------ | -------- |
| Gradów    |                    | Dorfteil |
| Łaziec    | Vorwerk Melochwitz | Dorfteil |
| Pogórzyno | Frankenthal        | Weiler   |

## Geschichte
Das Dorf wurde um 1300 als Milohoviczi zum ersten Mal urkundlich erwähnt. Die Einwohner waren Deutsche, meist evangelisch und  traditionell in der Land- und Forstwirtschaft beschäftigt. Es gab dort ein Gut, das Mitte des 19. Jahrhunderts der Familie von Usedom gehörte.
Im Jahr 1874 wurden die Landgemeinde Melochwitz und der Gutsbezirk Melochwitz dem neu gebildeten Amtsbezirk Melochwitz im Kreis Militsch zugeordnet. Vor 1900 gelangten die beiden Verwaltungseinheiten in den Amtsbezirk Zwornogoschütz. Im Jahr 1928 wurde der Gutsbezirk an die Landgemeinde angeschlossen und das Gut in der Folge aufgesiedelt. 1936 wurde der Ort im Mühlhagen umbenannt. 1937 wurde die Gemeinde Frankenthal (s. u.) angeschlossen.
Nach dem Zweiten Weltkrieg wurde Mühlhagen 1945 zusammen mit fast ganz Schlesien von der sowjetischen Besatzungsmacht unter polnische Verwaltung gestellt. Die einheimische deutsche Bevölkerung wurde in der Folgezeit von der örtlichen polnischen Verwaltungsbehörde vertrieben und durch Polen ersetzt. Im September 1947 erhielt der Ort den polnischen Namen Miłochowice. Er gehörte nun zum Powiat Milicki. 
Heute gibt es im Dorf viele Pendler, die im südlich gelegenen Breslau berufstätig sind.

### Frankenthal / Pogórzyno
Im südöstlich von Melochwitz gelegenen Frankenthal gab es bis etwa 1840 ein Vorwerk oder ein Gut, das dann parzelliert wurde. 1845 wohnten in dem kleinen Dorf 97 Personen, von denen 22 Katholiken waren. 1910 lebten in Frankenthal 91 Personen, 1925 waren es noch 85. 1937 wurde die Gemeinde Frankenthal an die Gemeinde Mühlhagen angeschlossen. 
Frankenthal bekam im Oktober 1948 den polnischen Namen Pogórzyno. Dabei wurde seine Zugehörigkeit zum Ort Miłochowice bestätigt.

### Bevölkerungsentwicklung
| Jahr | Einwohner | Anmerkungen                                   |
| ---- | --------- | --------------------------------------------- |
| 1830 | 219       |                                               |
| 1845 | 297       |                                               |
| 1910 | 271       | Landgemeinde: 217, Gutsbezirk: 54             |
| 1933 | 304       | [ 4 ]                                         |
| 1939 | 369       | Einschließlich des eingemeindeten Frankenthal |
| 2011 | 400       | [ 6 ]                                         |

## Verkehr
Durch den Ort verläuft die polnische Landesstraße 15 (Droga krajowa 15); sie stellt in weiterer Verlängerung Richtung Süden die Verbindung zur Stadt Breslau her.

## Persönlichkeiten
- Werner Ertel (* 1941), deutscher Billardtrainer und -funktionär und Radsportler